# Стэндинг, Герберт
Герберт Ф. Стэндинг (англ. Herbert F. Standing; 5 июля 1857, Кроли, Западный Суссекс — 24 декабря 1943) — британский миссионер и врач, работавший на Мадагаскаре. Известен как этнограф и палеонтолог-любитель, автор работ о малагасийской культуре и публикаций, впервые описывавших ряд субфоссильных лемуров.
Представлял на Мадагаскаре квакерское общество Friends Foreign Mission Association, занимался миссионерской деятельностью в регионе, прилегающем к горам Анкаратра. Вместе с ним миссионерской деятельностью активно занималась его жена, Люси. Стэндинг также был директором квакерской средней школы для мальчиков в Антананариву.
Как этнограф, Стэндинг опубликовал книгу «Дети Мадагаскара» (англ. Children of Madagascar, 1897) и коллекцию малагасийских фади (табу), опубликованную на английском и французском языках.
В качестве палеонтолога Стэндинг издал ряд работ, дав названия (часть из которых была позже признана синонимами) ряду видов субфоссильных лемуров, в том числе Megaladapis grandidieri, Palaeopropithecus maximus (оба — 1903), Archaeolemur edwardsi, Mesopropithecus pithecoides (оба — 1905) и Archaeoindris fontoynontii (1909), а также родам Mesopropithecus и Archaeoindris. В его честь назван мадагаскарский геккон Phelsuma standingi.